# Генерирующие компании оптового рынка электроэнергии
Генерирующие компании оптового рынка электроэнергии (ОГК, оптовые генерирующие компании) — семь экстерриториальных энергокомпаний, выделенных из РАО ЕЭС в процессе его реформирования.
В ОГК, согласно концепции реформирования РАО ЕЭС, должны были быть выделены крупные электростанции, способные формировать российский оптовый рынок электроэнергии. Пять тепловых ОГК (имеют наименования от ОГК-1 до ОГК-5) объединяют подавляющее большинство крупных ТЭС (в каждую ОГК входит несколько электростанций, общая мощность каждой ОГК составляет около 9 ГВт). В ГидроОГК были объединены практически все подконтрольные РАО ЕЭС гидроэлектростанции (за исключением каскадов малых ГЭС в Карелии и Мурманской области, отошедших к ТГК-1).
На все ОГК приходится около трети общих энергогенерирующих мощностей России.

## ГРЭС в составе ОГК
В настоящее время в России работают типовые ГРЭС мощностью 1000—1200, 2400, 3600 МВт и несколько уникальных, используются агрегаты по 150, 200, 300, 500, 800 и 1200 МВт. Среди них следующие ГРЭС, входящие в состав ОГК:
ОГК-1 (в настоящее время все электростанции в составе Интер РАО)
- Верхнетагильская ГРЭС — 1500 МВт;
- Ириклинская ГРЭС — 2430 МВт;
- Каширская ГРЭС — 1910 МВт;
- Нижневартовская ГРЭС — 1600 МВт;
- Пермская ГРЭС — 2400 МВт;
- Уренгойская ГРЭС — 484 МВт.

ОГК-2 (включая электростанции, ранее входившие в ОГК-6)
- Адлерская ТЭС — 360 МВт;
- Киришская ГРЭС — 2600 МВт;
- Красноярская ГРЭС-2 — 1250 МВт;
- Новочеркасская ГРЭС — 2400 МВт;
- Псковская ГРЭС — 430 МВт;
- Рязанская ГРЭС — 2960 МВт;
- Серовская ГРЭС — 600 МВт;
- Ставропольская ГРЭС — 2400 МВт;
- Сургутская ГРЭС-1 — 3280 МВт;
- Троицкая ГРЭС — 2060 МВт;
- Череповецкая ГРЭС — 630 МВт.

ОГК-3 (в настоящее время все электростанции в составе Интер РАО)
- Гусиноозёрская ГРЭС — 1100 МВт;
- Костромская ГРЭС — 3600 МВт;
- Печорская ГРЭС — 1060 МВт;
- Харанорская ГРЭС — 430 МВт;
- Черепетская ГРЭС — 1285 МВт;
- Южноуральская ГРЭС — 882 МВт.

Юнипро (ОГК-4)
- Берёзовская ГРЭС — 1600 МВт;
- Смоленская ГРЭС — 630 МВт;
- Сургутская ГРЭС-2 — 5600 МВт;
- Шатурская ГРЭС — 1500 МВт;
- Яйвинская ГРЭС — 1025 МВт.

ЭЛ5-Энерго (Энел Россия)
- Конаковская ГРЭС — 2400 МВт;
- Невинномысская ГРЭС — 1670 МВт;
- Среднеуральская ГРЭС — 1180 МВт.